# 미나미구 (교토시)
미나미구(일본어: 南区)는 일본 교토부 교토시를 구성하는 11개 구 중 하나이다.

## 역사
- 1955년 9월 1일 - 시모교구에서 분구해 탄생했다.
- 1959년 11월 1일 - 오토쿠니군 구제촌을 편입하였다.

## 교통

### 철도
- 긴키 닛폰 철도
  - 교토선
    - (← 시모교구 교토역) - 도지역 - 주조역 - (후시미구 가미토바구치역 →)

- 서일본 여객철도
  - 도카이도 본선(JR 교토선)
    - (← 시모교구 교토역) - 니시오지역 - 가쓰라가와역 - (무코시 무코마치역 →)

- 교토시 교통국(교토 시영 지하철)
  - 가라스마선
    - (← 미나미구 교토역) - 구조역 - 주조역 - (후시미구 구이나바시역 →)

### 도로
- 한신 고속도로
- 메이신 고속도로
- 국도 제1호선
- 국도 제24호선
- 국도 제171호선 (일본)(일본어판)

## 인구
| 연도  | 인구    | ±%    |
| ----- | ------- | ----- |
| 1960  | 104,918 | —     |
| 1970  | 108,200 | +3.1% |
| 1980  | 101,713 | −6.0% |
| 1990  | 98,962  | −2.7% |
| 2000  | 97,820  | −1.2% |
| 2010  | 98,744  | +0.9% |
| 2015  | 99,927  | +1.2% |
| 출처: |         |       |